# 시리아 내전 중 이스라엘-시리아 휴전선 사건
시리아 내전 중 이스라엘-시리아 휴전선 사건은 이스라엘과 시리아 사이에 발생한 여러 국경 분쟁이다. 이 분쟁은 쿠네이트라 주 충돌의 여파로 발생한 것으로 보이며 시리아와 반군 사이에서의 충돌사건으로 인해 골란고원 및 골란고원 중립 지역에서의 분쟁, 그리고 헤즈볼라의 시리아 내전 개입 등으로 더욱 복잡해졌다. 사건은 2012년 말부터 시작되었고, 2014년 중반 이스라엘 시민 1명이 사망하고 4명이 부상당했다. 시리아 측에서는 10명 이상의 군인들이 사망했고 2명의 신원 미확인자가 에인 지반에서 사망했다.

## 같이 보기
- 시리아 내전의 레바논 확산
- 이라크 내전 (2014년~2017년)
- 이스라엘-하마스 전쟁
- 이스라엘-헤즈볼라 분쟁 (2023년~현재)